# 종계
종계(PS, Parent Stock, 種鷄)란 원종계(GPS)로부터 생산되며 실용계(CC)를 생산할 목적으로 사육되는 닭을 말한다. 육종사의 권장목표는 육용 종계의 경제수명이 75주령이며 종계 암탉 한마리가 생산하는 종란수량은 177개이고 약 150마리의 병아리의 생산이다. 그러나 국내사육환경이나 기술부족등으로 인하여 60주령 전후에 조기 도태되는 경우가 대부분이고 실제 종란 생산수량은 약 150개이며 병아리는 약 100~110 마리 정도가 생산된다. 육용 종계에서 생산된 종란의 평균 부화율은 약 85% 정도 되는것으로 알려져 있다.
종계란 번식을 위하여 사육되는 닭으로 씨알(종란)을 생산하는 씨닭(씨암탉,씨수탉)을 말한다. 인공부화기가 개발되기 이전에는 오로지 씨암탉의 포란에 의지하여 번식이 이루어졌다. 모든 암탉이 포란을 하고 병아리를 키울수 있는 것이 아니기 때문에 취소성이 강한 씨암탉은 매우 귀한 존재였다. 취소성이란 알을 품거나 병아리를 기르는 성질을 말하며 환경요소보다는 유전에 의한 영향을 크게 받는다. 취소성은 상염색체의 유전자 A와 D의 호조작용에 의해 일어나며 뇌하수체 전엽에서 분비되는 프로락틴(prolactin)의 지배를 받는다. 취소성의 발현에는 유전자 이외에 환경요소인 따뜻한 계절, 어두운 장소, 일정한 수의 알이 둥지에 모였을때에 발현된다. 또한 암탉이 포란과 육추를 하는 기간은 최소 약 40 여일이며 이기간 중에는 종란을 생산하지 않는다.

## 인공부화의 역사
인공부화는 고대 중국과 이집트에서도 실시되었다는 기록이 있으나 실질적인 인공부화는 1700년대 후반에 영국과 프랑스에서 개발된 발효열과 장작난로등의 온풍을 이용한 부화시설이다. 현대적 인공부화기의 효시라고 할 수 있는 전기를 이용한 입체전란 방식의 부화기는 1920년대 미국에서 처음으로 개발되었다. 입체전란방식 기술의 개발로 인하여 기존의 수평전란방식과 달리 대용량 부화기의 제작이 가능하게 되었으며 본격적인 대량 번식에 시대가 열렸다. 따라서 더 이상 비효율적인 대리모(모계)부화가 필요하지 않게 되었다. 현대적 의미의 우수한 종계란 병아리 생산을 위한 종란의 생산성은 뛰어나지만 취소성은 없는 닭이라 할 수 있다.

## 종계 선발과 관리
종계의 선발은 젊고 민첩하게 움직이며 활력이 넘치는 건강한 암수를 선택해야 한다. 또한 벼슬이 크고 옆으로 눞지 않고 똑바르며 선홍빛을 띠어야 좋다. 벼슬의 성장과 크기는 생식선의 발육과 관련이 있으므로 암컷 역시 벼슬이 크고 건강해야 좋은 품질의 종란을 생산할 수 있게 된다. 종계의 수컷 대 암컷의 비율은 1:8 정도를 유지 하는 것이 좋다. 수컷의 비율이 높으면 오히려 수정율,산란율, 부화율이 떨어지게 되는데 이는 과도한 짝짓기로 인하여 암탉 뒷머리와 등부분의 털이 과도하게 빠져나가고 탈모와 피부자상으로 암탉은 스트레스를 받게 되고 수탉을 피해 도망가고 숨기까지 한다. 수탉들도 자주 싸우게 되고 심한 상처가 발생 하는 등의 문제가 발생하게 되므로 암수의 비율을 적절히 조절해주어야 좋은 품질의 종란을 얻을 수 있다.

## 종계수탉의 과비와 제한급이
수탉이 비만하게 되면 정액생산에 부정적인 영향을 주며 교미횟수나 교미능력이 떨어지게 되고 과체중으로 다리에 이상이 발생하여 이로 인하여 교미성공율도 떨어지게 된다. 암탉 역시 지나치게 비만할 경우에 체내 지방이 과도하게 축적되여 생리활동이 둔해지면서 산란수가 줄어들게 된다. 특히 육용종계의 경우에 단기간에 빠르고 효율적인 성장을 위한 유전자를 가지고 있으므로 고도비만(과비)이 되기 쉽기에 제한급이등 사양관리에 좀 더 세심한 주의가 요구된다. 육용실용계는 성장률과 사료효율이 좋아야 하는데 이는 유전에 의한 영향이 크다.
따라서 종계가 이에 대한 유전자를 가지고 있다면 제한급이등을 통하여 종계의 체중을 인위적으로 제한하여도 실용계의 능력에는 큰 영향을 주지 않는다. 다만 육용 종계라는 특성상 산란율은 유전력이 낮을 수밖에 없으므로 환경요인인 사료섭취량에 의한 체중변화에 따라 산란율이 좌우된다. 따라서 적절한 체중조절을 통하여 최고의 산란율을 유지하는 것이 육용종계 사육의 최대관점이다.

#### 정자의 생존일수와 수정능력
1회 교미로 인하여 총배설강을 통하여 암탉의 체내에 주입된 정자는 약 15일에서 35일까지 암탉의 체내에 생존하며 수정능력을 유지할 수 있다. 따라서 이종간 합사가 발생한 후에는 대략 40일정도 기간내에 생산된 종란을 부화용으로 사용하지 않는 것이 바람직하다. 물론 정자의 생존일수는 수탉의 건강상태나 나이에 따라 달라질수 있으며 2-3년이상의 노계일 경우에는 주령의 증가에 반비례하여 정자의 수정가능일수가 3~7일 이하로 줄어들게 된다. 또한 나이가 증가하면 교미횟수, 교미성공율, 정자의 생성수, 수정율등 전반적인 교미능력이 떨어진다. 노계군이 생산한 종란은 난중이 무겁고 부화율과 산란율이 떨어지고 부화에 필요한 일수가 증가하는등 종란의 품질이 저하된다. 따라서 종계는 2년이나 늦어도 3년이내에는 교체를 하는 것이 바람직하다.

## 종계의 스파이킹(spiking)
노령화가 진행되면 암탉은 좀더 자주 교미를 해야 일정 수준이상의 수정율을 유지할 수 있다. 수탉 또한 노령화로 교미에 대한 흥미를 잃거나 교미능력이 저하되는 경우가 있다. 이런 경우에 스파이킹을 실시하여야 한다. 스파이킹(spiking)이란 종계 암수탉의 자극함으로 교미능력을 증진시켜서 종란의 수정율을 향상시키기 위하여 취하는 조치를 말한다. 첫째 과비등 문제가 있는 수탉은 도태를 하거나 씨수탉을 교체하는 방법이다. 둘째 1:8의 비율을 깨고 젊은 수탉 한두마리를 추가로 투입하여 기존 수탉을 자극하고 수탉 상호간 경쟁을 유도하는 방법이 있다. 셋째 동일 농장내 다른 계사에 있는 수탉을 서로 교환하여 번식능력을 상승시키는 방법이 있다.

## 난계대감염(卵繼代感染)
종계관리중 특히 주의를 기울여야 하는 것이 수직감염(난계대감염)이다. 난계대감염이란 종계가 살모렐라균등의 감염으로 인하여 발병한 경우에 치료가 된다 할지라도 보균계로 남게 되어 교미시 종란이 병원성 미생물에 감염되어 부화후 초생추에서 병이 발생하는 것을 말한다. 어린 병아리에게 발생하는 질병중에 추백리, 전염성 뇌척수염 등이 난계대감염인 경우가 있다. 수직감염은 그 파급효과가 매우 크다. 만일 순계가 보균계가 되어 실용계의 단계에 오면 최소 백만마리 이상이 질병에 노출될 수밖에 없으니 그 피해가 매우 막심하다. 따라서 종자닭(종계군)에 대한 질병 예방과 방역활동은 철저하게 하는 것이 필요하다 하겠다.

## 산란율 저하의 원인
산란율 저하의 원인은 ①질병 ②유전적 요소 ③환경적 원인 이 세가지로 요약할 수 있다. 동절기가 되면 산란율이 하락하는데 이는 환경적원인에 의한 것으로 계절의 변화로 인하여 일조량이 감소하고 사육환경온도가 하락함에 있다. 암수 공히 빛의 자극으로 성호르몬 분비량이 증가하는데 동절기 일조량 부족으로 교미능력과 산란능력이 저하되는 것이다. 또한 환경온도가 하락하게 되면 사료섭취를 통해 얻은 에너지를 산란을 위해 사용하지 않고 환우와 잔털성장, 체온보호를 위해 체내 지방축적, 체온상승을 위해 대사율증진을 위해 사용하게 되는데 동절기 산란율 저하는 일조량감소, 환경온도 하락 이두가지 원인으로 발생하는 것이다.

## 종계사료와 영양결핍
초보 양계인이 종계관리에 있어서 쉽게 겪을 수 있는 시행착오중에 하나는 자가사료의 영양부족이다. 닭사육 비용중 사료구입비용은 약 70~80% 이상을 차지하므로 비용절감 차원이나 또는 농사 부산물의 활용, 양질의 먹거리를 공급하고자 하여 자가사료를 급이하곤 한다. 구성성분을 보면 청치,미강,싸래기쌀,멸치가루,분쇄한 조개껍질,야채류,각종 영양제 등이며 이를 배합하여 자가사료를 만드는데 이는 전문적인 지식이 부족함으로 인하여 종계의 영양실조로 인하여 발병 및 건강악화등 많은 문제를 야기할 수 있겠다. 특히 사육주의 바램과 달리 자칫 식품영양학적으로 볼때 영양성분의 결핍 특히 산란에 필요한 영양소의 부족으로 인하여 산란률이 곤두박질 치는 경우가 많다.
또한 만일 지용성인 비타민 A가 부족하게 되면 수탉의 정자생산이 저하되어 수정율에 영향을 미치게 된다. 더욱이 염려되는 부분은 설사 종란을 생산한다 할지라도 종란의 품질이 저하되어 입란시 초기 배자발육 정지, 발육중지란, 사롱란, 기형추, 약추 생산의 직접적인 원인을 제공할 수 있다는 사실이다. 전문적인 지식이 부족한 경우에는 가급적 자가사료중 축협등 전문회사에서 구입한 산란계 전용 사료의 배합비율을 최소 60%이상 유지하는 것이 무난하다고 보여진다.

## 참고자료
- 순계   : PL,  Pure Line
- 원종계 : GPS, Grandparent Stock
- 종계   : PS,  Parent Stock
- 실용계 : CC, Comercial Chicken